# Maria Luísa das Duas Sicílias
Maria Luísa Imaculada de Bourbon-Duas Sicílias (em italiano: Maria Luisa Immacolata di Borbone-Due Sicilie; Nápoles, 21 de janeiro de 1855 – Pau, 23 de fevereiro de 1874), foi Princesa das Duas Sicílias por nascimento, e princesa de Parma e Placência e Condessa de Bardi pelo casamento. Era filha do rei Fernando II das Duas Sicílias, e de sua segunda esposa, a arquiduquesa Maria Teresa da Áustria.

## Biografia

### Família

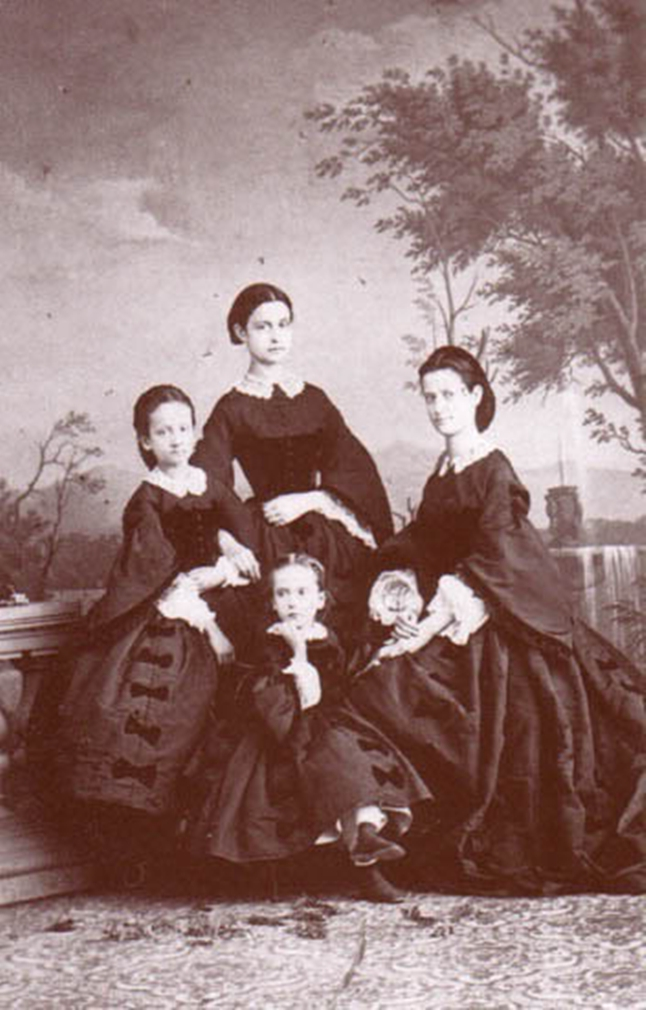
Maria Luísa cercada por suas irmãs (da esquerda para a direita): Maria Pia, duquesa de Parma e Piacenza, Maria Imaculada, arquiduquesa da Áustria e princesa da Toscana e Maria Anunciata, arquiduquesa da Áustria.

Maria Luísa foi a décima primeira e penúltima filha do rei Fernando II das Duas Sicílias e de sua segunda esposa, Maria Teresa Isabel de Áustria-Teschen, arquiduquesa da Áustria. Seus avós paternos foram o rei Francisco I das Duas Sicílias e Maria Isabel de Bourbon, infanta de Espanha; enquanto seus avós maternos foram o arquiduque Carlos de Áustria-Teschen (herói austríaco, vencedor da Batalha de Aspern-Essling) e a princesa Henriqueta de Nassau-Weilburg. A princesa, assim como suas irmãs, herdou o temperamento tímido e reservado de sua mãe, que preferia permanecer reclusa em seus aposentos, dedicando-se aos filhos e à costura, do que comparecendo às festas da corte.

### Exílio
Maria Luísa tinha apenas seis anos de idade quando sua família deixou definitivamente o Reino das Duas Sicílias para se exilar em Roma, devido à tomada de seu país pela Expedição dos Mil de Giuseppe Garibaldi. Na capital dos Estados Pontifícios, sob a proteção do Papa Pio IX, a jovem princesa viveu até os dezoito anos, inicialmente no Palácio do Quirinal e, mais tarde, no Palácio Farnese. Nesse período viu a partida de suas irmãs Maria Anunciata, Maria Imaculada e Maria Pia, após os casamentos destas com príncipes estrangeiros, e também testemunhou a epidemia de cólera de 1867, onde pereceram sua mãe e seu irmão mais novo.

### Casamento
Sua condição de exilada chegou ao fim em 25 de novembro de 1873, quando casou-se, em Cannes, com o príncipe Henrique de Bourbon-Parma, conde de Bardi, filho de Carlos III de Parma e de Luísa de França. Com seu casamento, Maria Luísa tornou-se cunhada de sua irmã Maria Pia, que havia se casado quatro anos antes com Roberto I de Parma, irmão mais velho de seu marido.

### Morte
Maria Luísa morreu em Pau, nos Pirenéus Atlânticos, em 23 de fevereiro de 1874, três meses após seu casamento, aos dezenove anos de idade. Seu corpo foi sepultado na Villa Borbone, em Viareggio.

## Nota
- Este artigo foi elaborado a partir tradução do artigo Maria Luisa Immacolata di Borbone-Due Sicilie, da Wikipédia em italiano, que se encontrava nesta versão.